# WALL-E
WALL-E, markedsført med en prik som WALL•E, er en computeranimeret science fiction-film fra 2008, produceret af Pixar Animation Studios og instrueret af Andrew Stanton. Historien følger en robot kaldet WALL-E, som er designet til at rydde op på en jordklode dækket af affald langt ude i fremtiden. Han forelsker sig i en anden robot kaldet EVA, og følger hende til det ydre rum på et eventyr som ændrer både hans og menneskehedens skæbne.
Efter at have instrueret Find Nemo følte Stanton at Pixar havde lavet troværdige simuleringer af undervandsfysik, og var villig til at instruere en film som for størstedelens vedkommende fandt sted i rummet. De fleste af figurerne har ikke rigtige menneskestemmer, men kommunikerer i stedet ved hjælp af kropssprog og robotlyde, designet af Ben Burtt, der lyder som stemmer. Det er også den første animerede Pixar-film som har segmenter med live-action-figurer.
Walt Disney Pictures udgav filmen i USA og Canada 27. juni 2008. Den indtjente 23.100.000US$ på premieredagen, og 63.000.000$ i løbet af åbningsweekenden i 3.992 biografer, og strøg dermed ind på førstepladsen som bedst indtjenende film den weekend. Tilmed er det den fjerdehøjest indtjenende åbningsweekend for en Pixarfilm pr. 31. maj 2009. I vanlig Pixar-tradition blev WALL-E parret med en kortfilm, Presto, til sin udgivelse i biograferne. WALL-E er blevet mødt med overvældende positive anmeldelser, og fik en score på 96% på anmeldelses-læseren Rotten Tomatoes. Den indtjente på verdensplan 534.000.000$, vandt Golden Globe Award for Best Animated Feature Film i 2008, Hugo Award for Best Dramatic Presentation, Long Form i 2009, Academy Award for Best Animated Feature og blev nomineret til yderligere fem Academy Awards ved den 81. Oscaruddeling. WALL-E er placeret som nummer et i TIME's "Best Movies of the Decade."

## Plot
I løbet af det 21. århundrede blev Jorden regeret af det multinationale selskab Buy n Large (BnL), hvilket skabte enorm forbrugerisme og forårsagede at planeten allerede i 2105 var totalt dækket af affald. I et forsøg på at løse situationen evakuerede BnL Jordens befolkning på automatiserede luksus-rumkrydstogtskibe i fem år mens en hær af affaldshåndteringsrobotter kaldet "WALL•E" (Waste Allocation Load Lifter•Earth) blev efterladt på planeten for at rydde op. Planen slog dog fejl, og tvang menneskeheden til at forblive i rummet på ubestemt tid. Flere hundrede år senere, i 2805, er der kun en enkelt WALL•E aktiv, som har overlevet ved at finde dele til sig selv fra nedslidte WALL•E-enheder. Denne enhed har udviklet bevidsthed, hvilket er vist ved hans sære vaner med at indsamle småting fra affaldsbjergene, at holde en kakerlak som husdyr, og at danse til melodien fra Hello Dolly!. 
En dag opdager WALL•E en spirende plante som vokser i muldet mellem alt affaldet, og transporterer den tilbage til sit eget hjem. Senere lander et rumskib og udsender EVA (Ekstraterrestrisk Vegetations Analytiker), en avanceret sonde-robot sendt til Jorden med besked om at søge efter tegn på planteliv. WALL•E forelsker sig øjeblikkeligt i den, til at begynde med, negative og fjendtlige EVA, som efterhånden bløder op og begynder at synes om WALL•E. Under en sandstorm tager WALL•E EVA med sig hjem, og viser hende planten i støvlen, hvilket får hendes automatiserede systemer til at konfiskere planten og opbevare den inde i kroppen, aktivere et kald til hendes skib, og lukke hende ned. Efter WALL•E energisk forsøger at tage sig af hende, går han sågar på en date med den inaktive robot i håbet om at hun vil gen-aktivere. Pludselig vender EVA's skib tilbage for at indsamle hende, hvilket får WALL•E til desperat at klamre sig til skibets skrog mens det vender tilbage til Axiom, flagskibet i BnL-rumflåden.
Ved sammenkoblingen med moderskibet følger WALL•E EVA da hun tages til skibets kommandobro. Mens han bevæger sig gennem Axiom, bliver det klart at efter århundreder i et svagt tyngdefelt og med skibets automatiserede systemer, lider menneskene om bord af voldsomt knogletab og er blevet morbidt overvægtige. Kaptajnen selv gør meget lidt, og overlader kontrollen over skibet til dets robotstyrede autopilot Auto. Da EVA bliver bragt til broen finder kaptajnen ud af at ved at placere hendes plante inde i skibets holodetektor som et tegn på at Jorden er blevet beboelig igen, vil Axiom gå i hyperrummet og vende tilbage til Jorden så dets passagerer kan genbefolke planeten. Men da EVA bliver åbnet mangler planten. Hun bliver stemplet som defekt og tages til robotværkstedet sammen med WALL•E.
På værkstedet fejlopfatter WALL•E inspektionen af EVA som tortur og bryder fri i et forsøg på at redde hende, men hans klodsethed skaber kun kaos, og han løslader ved et uheld en horde af defekte robotter som begynder at strejfe om på skibet, hvilket får skibets sikkerhedssystem til at markere ham og EVA som "slyngelrobotter". EVA bliver vred over WALL•E's ødelæggende indflydelse, og tager ham til redningskapslerne for at sende ham tilbage til Jorden. Der opdager de Auto's robotassistent sætte den forsvundne plante ind i en redningskapsel, som er sat til at selvdestruere, og bliver sendt af sted med WALL•E indeni. WALL•E undslipper i god behold med planten, og EVA giver ham taknemmeligt et "kys" i form af en elektrisk gnist. De to robotter tager på en rumvandring omkring Axiom før de returnerer planten til kaptajnen.
Kaptajnen gennemser EVA's visuelle optagelser af den hærgede Jord og sværger at vende tilbage og genopbygge planeten. Auto afslører dog at han blev givet en sidste kommando om at fastholde menneskeheden i rummet så længe liv på Jorden blev vurderet umuligt at opretholde. Da kaptajnen gør modstand, begår Auto mytteri ved at dræbe WALL•E med sin taser, sende ham ned gennem affaldsskakten sammen med EVA og planten, og låse kaptajnen inde i sit kvarter. Efter at have indset at de eneste dele som kan reparere WALL•E er på Jorden, tager EVA ham og planten til holodetektoren for at aktivere skibets hyperspring tilbage til Jorden. Kaptajnen bryder fri fra sit kvarter, og åbner holodetektoren mens han forsøger at tilkæmpe sig kontrollen over Axiom fra Auto, som lukker holodetektorens luge sammen om WALL•E, og knuser ham da han forsøger at holde den åben. Kaptajnen får endeligt deaktiveret Auto, og EVA placerer planten i holodetektoren, hvilket løslader WALL•E og sender skibet tilbage til Jorden.
EVA bringer WALL•E's krop tilbage til hans hjem, og får repareret og genaktiveret ham. Desværre er WALL•E's hukommelse og personlighed blevet slettet, da han øjeblikkeligt vender tilbage til sin oprindelige affaldsoprydningsprogrammering. EVA bliver ulykkelig, og giver ham et sidste elektrisk "farvelkys", som genstarter hans hukommelse og gendanner hans gamle jeg, hvilket glædeligt genforener de to robotter. WALL•E og EVA vender tilbage til menneskene og robotterne mens de begynder at samarbejde om at genoprette Jorden, og planter forsigtigt den frøplante som bragte dem hjem. 

## Medvirkende
| Rolle                                        | Engelsk stemme                          | Dansk stemme                                                         |
| -------------------------------------------- | --------------------------------------- | -------------------------------------------------------------------- |
| WALL•E                                       | Ben Burtt                               | Peter Røschke                                                        |
| EVA                                          | Elissa Knight                           | Sara Poulsen                                                         |
| Kaptajnen                                    | Jeff Garlin                             | Rasmus Bjerg                                                         |
| Buy n Larges adm. direktør Shelby Forthright | Fred Willard                            | Jarl Friis-Mikkelsen                                                 |
| Autopiloten                                  | MacInTalk                               | Peter Zhelder                                                        |
| M-O rengøringsrobotten                       | Ben Burtt                               | Lars Thiesgaard                                                      |
| John                                         | John Ratzenberger                       | Niels Olsen                                                          |
| Mary                                         | Kathy Najimy                            | Joy-Maria Frederiksen                                                |
| Axioms hovedcomputer                         | Sigourney Weaver                        | Jette Sievertsen                                                     |
| Øvrige stemmer                               | Kim Kopf Garrett Palmer Kai Steel Smith | Puk Scharbau Tom Jensen Kim Henriksen Michael Elo Christiane G. Koch |

## Produktion
Tekst mangler, hjælp os med at skrive teksten

## Modtagelse
Tekst mangler, hjælp os med at skrive teksten